# Planta de Tractores de Volgogrado
La Planta de Tractores de Volgogrado (en ruso: Волгоградский тракторный завод, Volgogradski traktorni zavod, o ВгТЗ, VgTZ) anteriormente denominada como fábrica de tractores de Dzerzhinskiy o planta de tractores de Stalingrado, es una fábrica de equipos pesados situada en Volgogrado, Rusia. Su fábrica fue un sitio de la lucha feroz durante la batalla de Stalingrado en la Segunda Guerra Mundial. Fue diseñada por el arquitecto Albert Kahn en 1930.
Tras el colapso de la Unión Soviética, y ya como entidad incorporada, la planta fue declarada en quiebra en 2005. La compañía es propiedad del grupo ruso Concern Tractor Plants.

## Productos

### Vehículos militares
- T-34-76, T-34E, T-34-57, T-34-85 (1940–44)
- STZ NATI Artillery Tractor (1937–42)
- PT-76 (1951–67)
- BTR-D (1974)
- BMD-1
- BMD-2
- BMD-3
- BMD-4 (2004–presente)
- 2S25 Sprut-SD

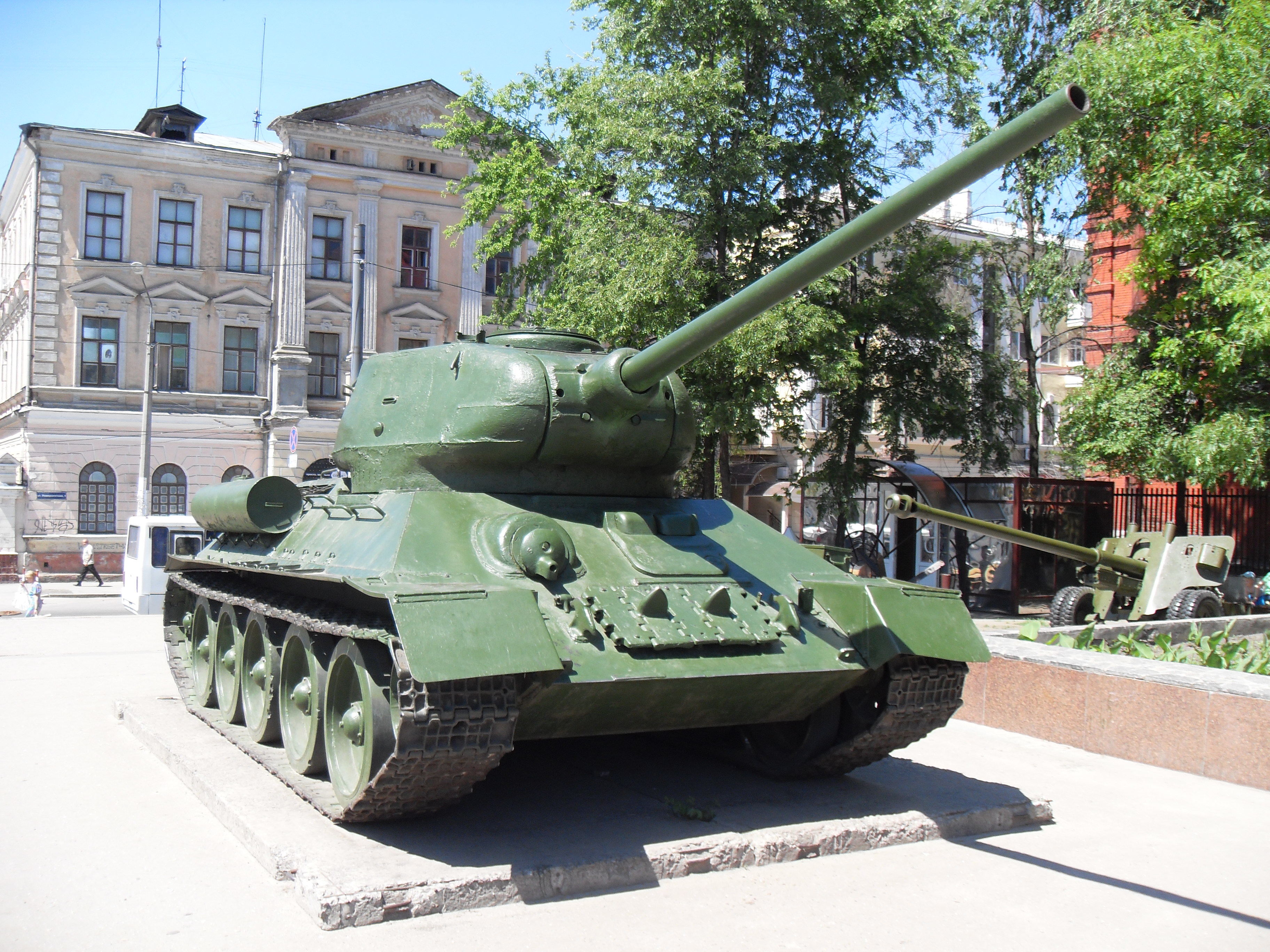
Т-34
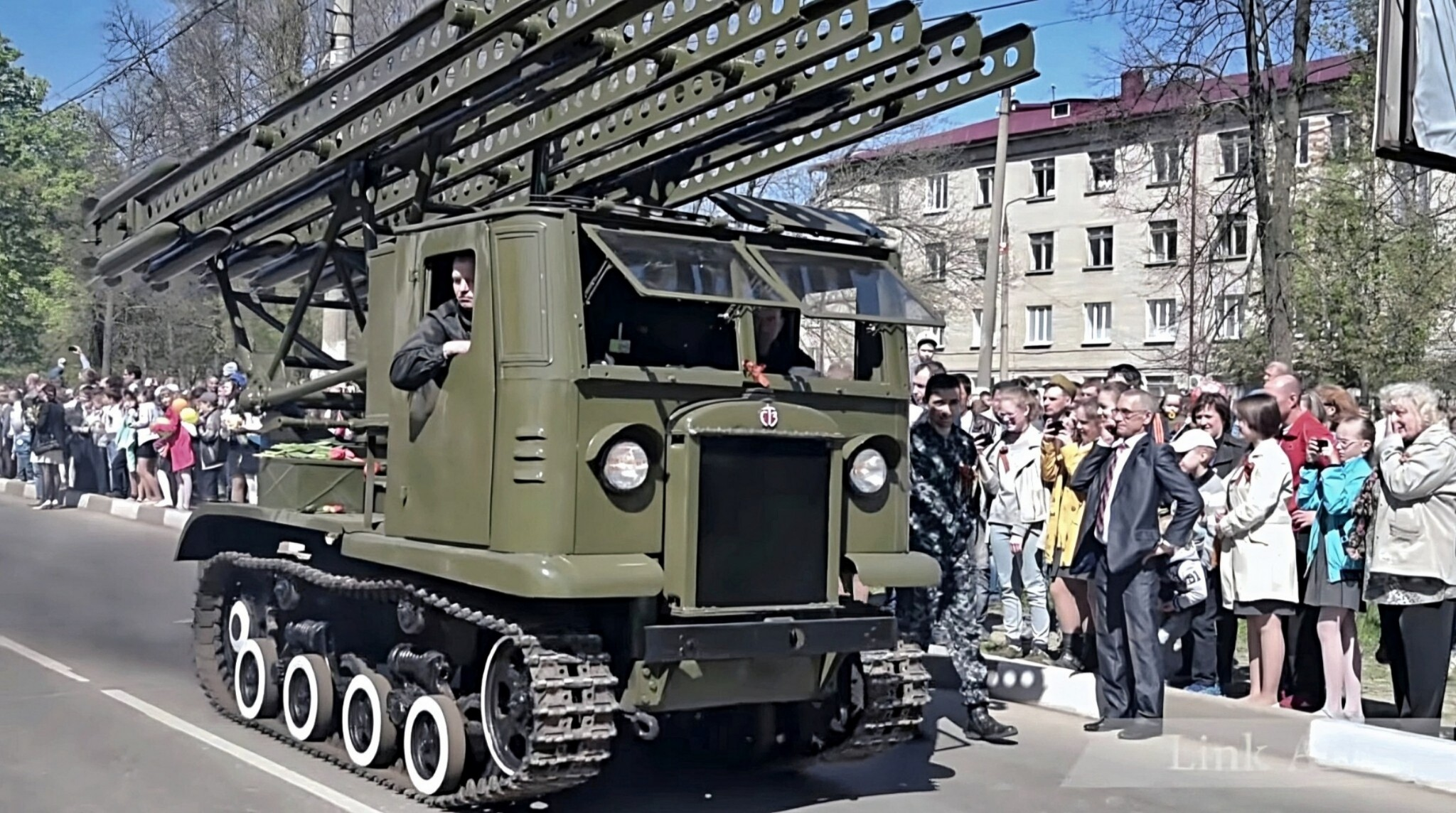
Katusha BM-13 STZ-5-NATI
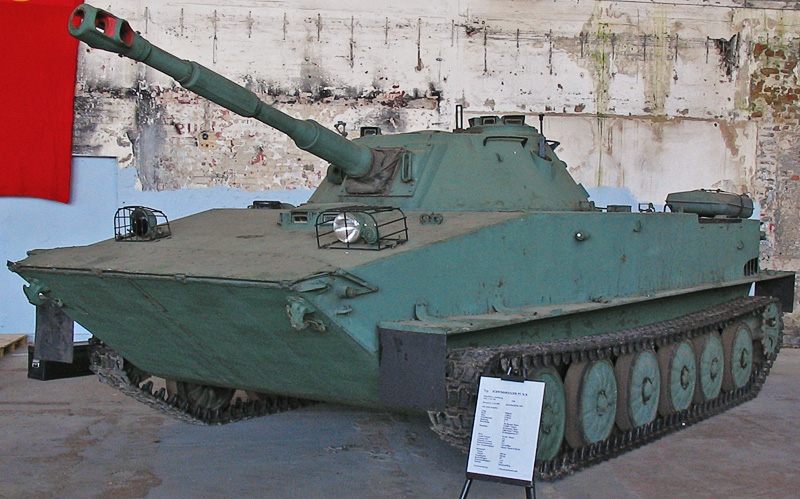
PT-76
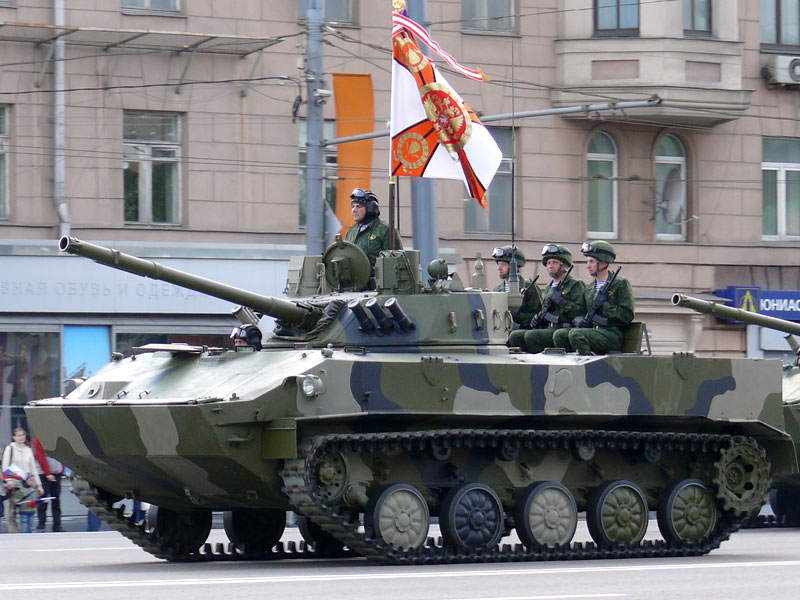
BMD-4

### Tractores
- STZ-3 (1937–49)
- DT-54 (1949–63)
- DT-75 (1963–presente)
- VT-100 (1990s–presente)
- Agromash 90TG (2009–presente)
- Agromash 315TG

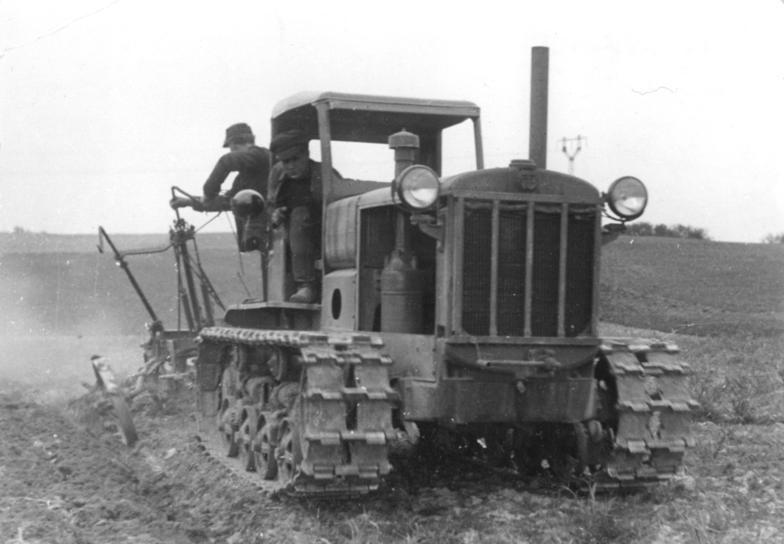
STZ-NATI
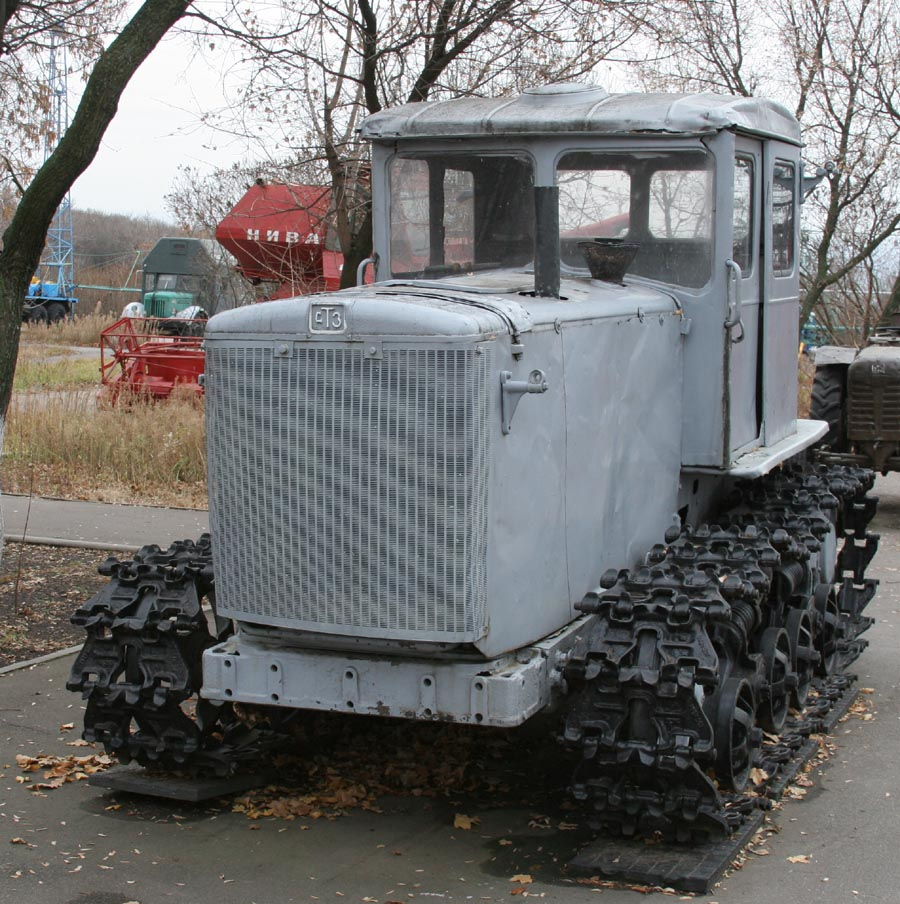
DT-54
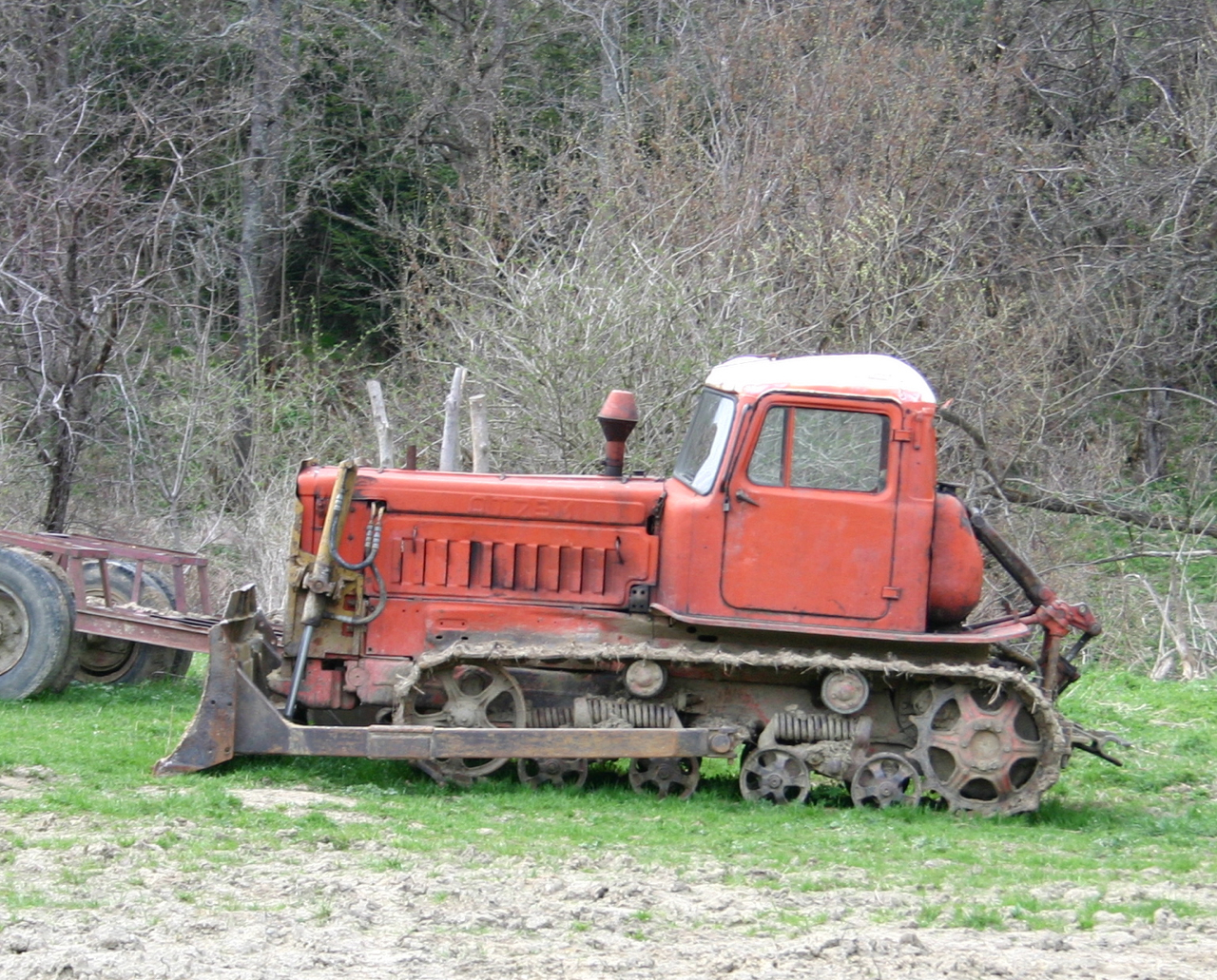
DT-75 tractor of early production in Poland
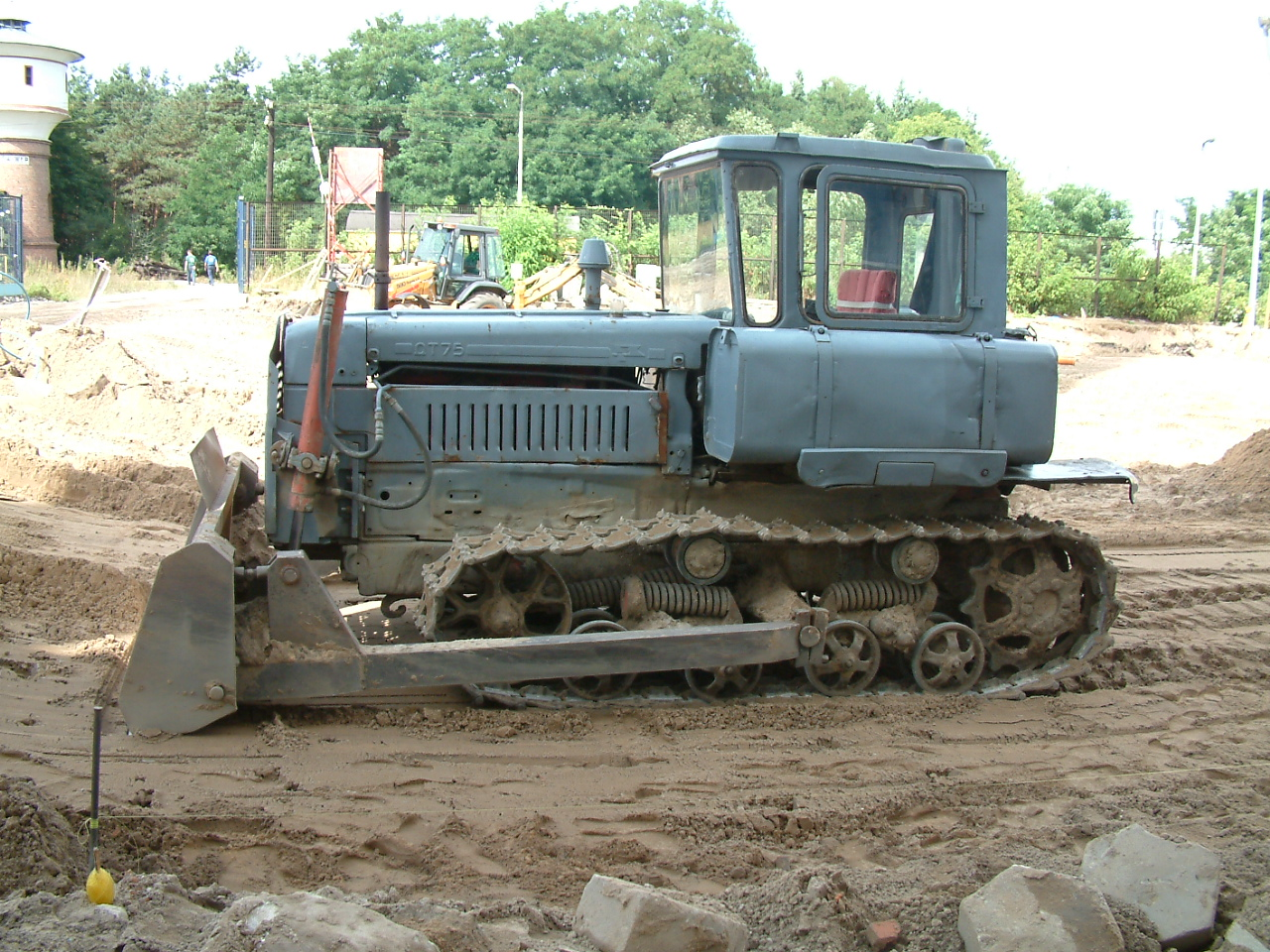
DT-75
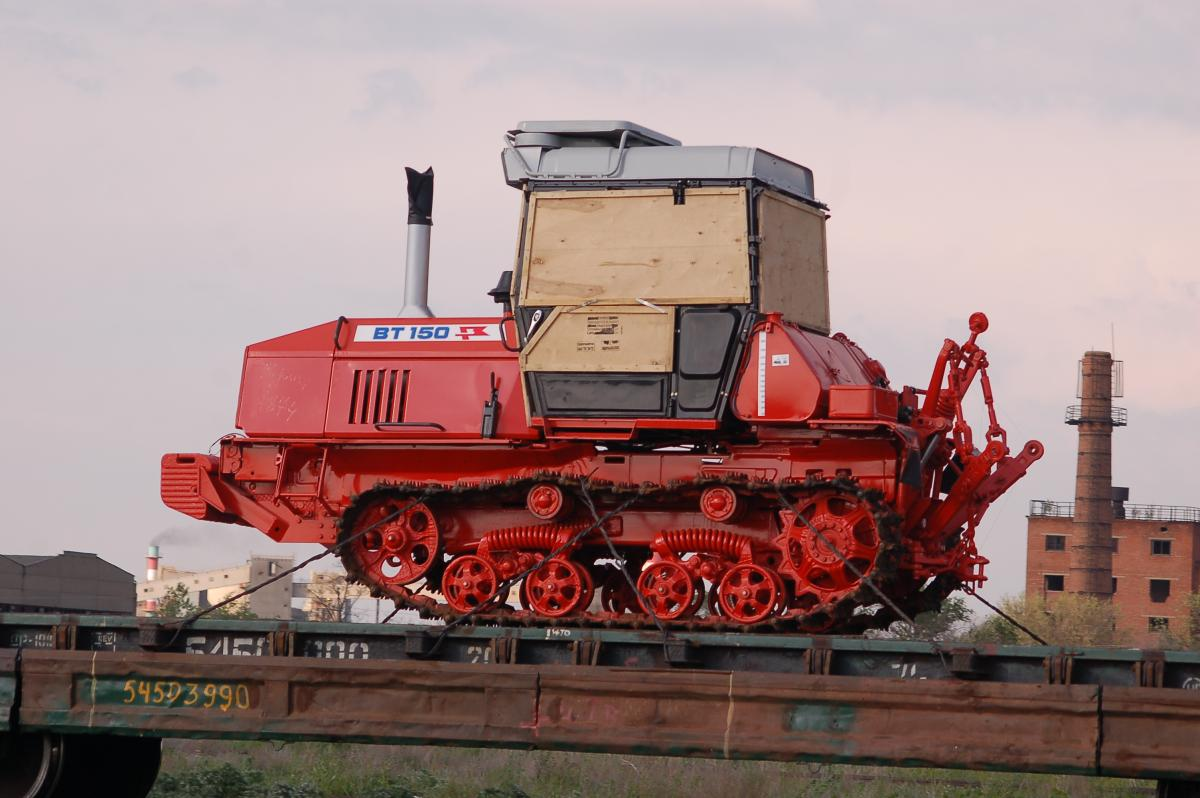
VT-100

## Lectura adicional
- Melnikova-Raich, Sonia (2010). «The Soviet Problem with Two 'Unknowns': How an American Architect and a Soviet Negotiator Jump-Started the Industrialization of Russia, Part I: Albert Kahn». IA, The Journal of the Society for Industrial Archeology 36 (2): 57-80. ISSN 0160-1040. JSTOR 41933723. (abstract)